# Turbonilla tenuicula
Turbonilla tenuicula is een slakkensoort uit de familie van de Pyramidellidae. De wetenschappelijke naam van de soort is voor het eerst geldig gepubliceerd in 1853 door Gould.